# McDonnell Douglas

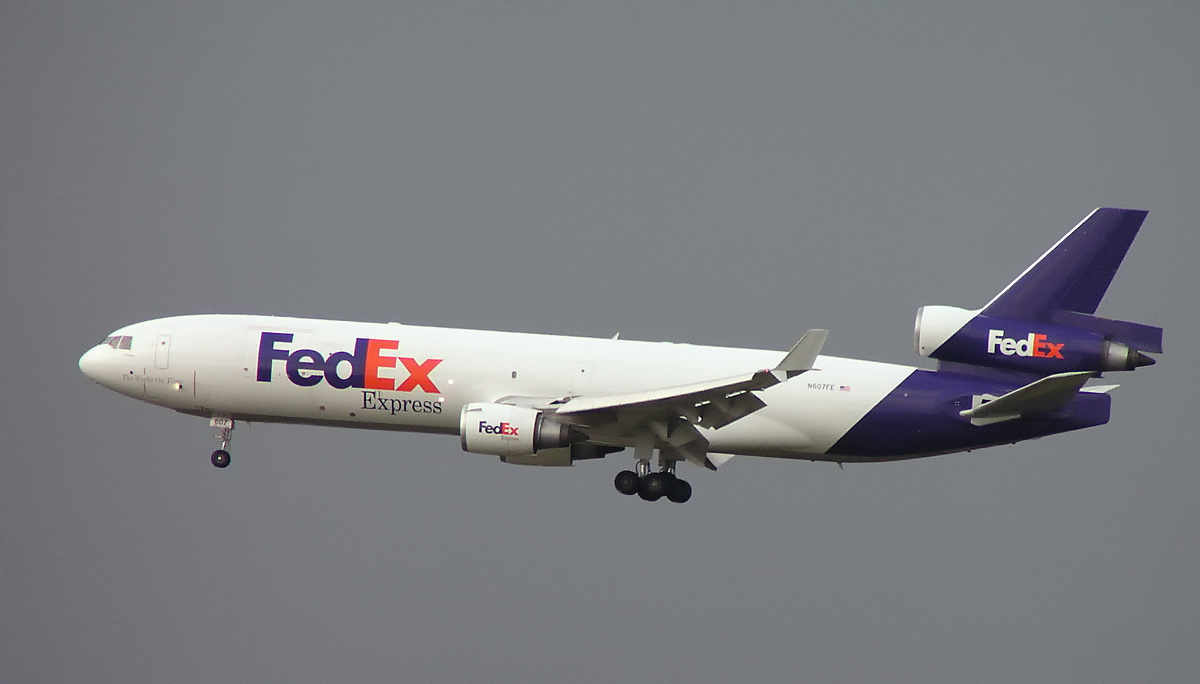
McDonnell Douglas MD-11

McDonnell Douglas a fost un constructor de avioane și armament important din Statele Unite. A produs o serie de avioane civile și militare celebre. A fuzionat cu Boeing în 1997, formând The Boeing Company.

## Produse

### Avioane militare
- F-4 Phantom II
- F-15 Eagle
- F/A-18 Hornet
- T-45 Goshawk
- AV-8B Harrier II

### Avioane comerciale
- DC-9
- DC-10
- MD-11
- MD-80 Series
- MD-90
- MD-95

### Elicoptere
- AH-64 Apache
- MD 500 series
- MD 600
- MD Explorer

### Altele
- Rachetă Harpoon
- Stația spațială Skylab

1. ↑   https://siris-thesauri.si.edu/ipac20/ipac.jsp?session=16U6U455A4852.1745&profile=planes&source=~!sithesauri&uri=full=3100001~!1084~!0&term=Boeing&index=DOAMNB, accesat în 8 martie 2022 Lipsește sau este vid: |title= (ajutor)